# Кошмари на Елм Стрийт (филмова поредица)
Кошмари на Елм Стрийт (на английски: A Nightmare on Elm Street) е американска хорър филмова поредица, съдържаща девет филма. Поредицата е съсредоточена върху фиктивния персонаж Фреди Крюгер, убиец на деца, който напада и убива тийнейджъри в сънищата им. Мотивите на Фреди са отмъщение срещу техните родители, които го изгарят жив.

## Филми
| Филм                                                           | Премиера в САЩ       | Бюджет       | Приходи      | Приходи     | Приходи      | Източник |
| Филм                                                           | Премиера в САЩ       | Бюджет       | САЩ          | Света       | Общо         | Източник |
| -------------------------------------------------------------- | -------------------- | ------------ | ------------ | ----------- | ------------ | -------- |
| 1. Кошмари на Елм Стрийт (1984)                                | 9 ноември 1984 г.    | $1 800 000   | $25 504 513  | н/д         | $25 504 513  | [ 2 ]    |
| 2. Кошмари на Елм Стрийт 2: Отмъщението на Фреди               | 1 ноември 1985 г.    | $3 000 000   | $29 999 213  | н/д         | $29 999 213  | [ 4 ]    |
| 3. Кошмари на Елм Стрийт 3: Воини в сънищата                   | 27 февруари 1987 г.  | $5 000 000   | $44 793 222  | н/д         | $44 793 222  | [ 6 ]    |
| 4. Кошмари на Елм Стрийт 4: Господарят на сънищата             | 19 август 1988 г.    | $13 000 000  | $49 369 899  | н/д         | $49 369 899  | [ 8 ]    |
| 5. Кошмари на Елм Стрийт 5: Детето на сънищата                 | 11 август 1989 г.    | $6 000 000   | $22 168 359  | н/д         | $22 168 359  | [ 10 ]   |
| 6. Смъртта на Фреди: Последният кошмар                         | 13 септември 1991 г. | $5 000 000   | $34 872 033  | н/д         | $34 872 033  | [ 12 ]   |
| 7. Новият кошмар на Уес Крейвън                                | 14 октомври 1994 г.  | $8 000 000   | $18 090 181  | $1 631 560  | $19 721 741  | [ 14 ]   |
| 8. Фреди срещу Джейсън                                         | 15 август 2003 г.    | $25 000 000  | $82 622 655  | $32 286 175 | $114 908 830 | [ 16 ]   |
| 9. Кошмари на Елм Стрийт (2010)                                | 30 април 2010 г.     | $35 000 000  | $63 075 011  | $52 589 026 | $115 664 037 | [ 18 ]   |
| Общо                                                           | Общо                 | $101 800 000 | $370 495 086 | $86 506 761 | $457 001 847 |          |
| - Тъмносивото символизира, че няма информация за дадения филм. |                      |              |              |             |              |          |